# Mason, Illinois
Mason är en ort i Effingham County i Illinois. Enligt 2010 års folkräkning hade Mason 345 invånare.